# 레고 그룹
레고 그룹(덴마크어: LEGO Group)은 덴마크 빌룬에 본사를 둔 브릭 제품 기업이다. 레고 브랜드로 유명하다.
1932년 올레 키르크 크리스티안센이 창업하였고, 가족 기업으로서 경영 중이다. 1949년 레고 블록의 프로토타입(시초)인 오토매틱 바인딩 브릭을 출시해 본격적으로 장난감 시장에 진출하였다. 레고(덴마크어: LEGO)라는 회사 이름은 덴마크어 단어 'LEg GOdt(play well; 잘 놀다)'에서 왔다. 브릭제품인 레고가 큰 인기를 끌자, 이를 이용한 테마파크인 레고랜드 또한 지어졌다. 우측의 레고 로고는 1998년부터 현재까지 사용해 온 로고이다.

## 역사
레고 회사는 대공황으로 가정용품 제조업이 어려움을 겪었던 목수 올레 키르크 크리스티안센에 의해 1932년 설립되었다. 처음에 나무 장난감을 생산하던 회사는 나중에 블록 조립 시스템을 개발하였다. 플라스틱 레고 블록의 제조는 1947년 덴마크에서 시작되었고, 그 이후 전 세계의 공장을 설립하면서 성장하였다.
북미에서는 샘소나이트에서 1961년부터 1972년까지(미국) 또는 1986년까지(캐나다) 레고 브랜드를 관리했다.

## 상표 및 특허
1989년 마지막으로 특허권을 보유한 레고 특허가 만료된 이후, 많은 회사들이 레고 블록과 비슷한 블록을 생산해 왔다. 대표적인 경쟁 제품들로는 옥스포드, 메가블럭, 베스트락이 있으며, 이들 경쟁 제품들은 일반적으로 레고 블록과 호환되며 레고 세트보다 저렴한 가격으로 판매된다.
이런 경쟁사중 하나로 중국의 톈진 코코 토이(Tianjin Coko Toy)에서 제조한 코코(Coko)가 있다. 2002년 레고 그룹의 스위스 자회사인 인터레고 AG는 이 회사를 저작권 침해로 고소했다. 재판 법원은 많은 코코 브릭이 저작권을 침해하는 것으로 판명했다. Coko는 저작권 침해 블록 제조를 중단하고 베이징 일보에 공식 사과를 게시하였으며, 인터레고에 약간의 손해 배상금을 지불하라는 명령을 받았다. 항소심에서 베이징 고등인민법원은 1심 법원의 판결을 지지했다.
2003년 레고 그룹은 노르웨이에서 코코 제품 판매에 대해 마케팅 그룹 빌테마(Biltema)를 상대로 한 소송에서 승소하였는데, 이는 이 회사가 마케팅 목적으로 제품 혼동을 이용했다는 이유에서였다.
또한 2003년 핀란드 세관은 "Enlighten"이라는 이름으로 판매된 레고와 유사한 제품들이 압수되었다. Enlighten 제품들의 포장은 공식 레고 포장과 유사했다. 이들의 중국 제조사는 법정에 출두하지 못했고, 따라서 레고는 운송품을 폐기하라는 기본 소송에서 승소했다. 레고 그룹은 브랜드 혼란을 피하고 잠재적으로 열등한 제품으로부터 소비자들을 보호하고자 하는 바람을 인용하여 54,000여개 제품의 폐기에 대한 비용을 지불했다.
2004년, Best-Lock Construction Toys 함부르크의 고등지방법원에서 레고의 특허 도전을 물리쳤다.
레고 그룹은 메가 블록의 생산을 중단하기 위해 레고 벽돌의 봉제된 외관인 "레고 인디키아(Lego Indicia)"를 상표화하려고 시도하였다. 2002년 5월 24일, 캐나다 연방법원은 이 디자인이 기능적이므로 상표 보호를 받을 수 없다고 주장하며 소송을 기각했다. 레고 그룹의 항소는 2003년 7월 14일 연방항소법원에 의해 기각되었다. 2005년 10월, 대법원은 만장일치로 "상표법은 현재 만료된 특허 하에서 누리는 독점권을 영구화하기 위해 사용되어서는 안 된다"고 판결하였으며 메가블록은 계속 해당 블록을 제조할 수 있다고 판결했다.
유사 제품과의 치열한 경쟁으로 인해, 회사는 항상 적극적으로 특허 출원에 대응해 왔으며, 미국에서 특허 부여한 600개 이상의 디자인 특허를 보유하고 있다.

## 기타 회사관련 에피소드
레고 그룹은 마인드스톰이라는 로봇 시스템을 출시했다. 그런데 제품을 산 해커들이 프로그램을 마음대로 해킹하자 회사측은 한 때 소송까지 고려했지만 고객이 원하는 것에 대한 적극적 반영이라는 관점에서 이를 용인했다. 결국 레고의 마인드스톰은 사용자 집단 모임의 적극적인 참여를 통해 제품 디자인과 프로그래밍 등을 발전시켜 성공을 이루었다.
이러한 성공에는 고객 주도의 혁신(outside innovation), 위키노믹스(Wikinomics), 크라우드소싱(crowd sourcing)이 뒷받침되었다. 그 배경에 주도형 소비자(Lead customer)라는 새로운 사용자 계층이 전면적으로 부상하는 사회적 분위기가 있었다. 주도형 소비자는 특정 제품에 대한 전문가급의 지식과 풍부한 사용자 경험을 바탕으로, 해당 제품에 대한 새로운 해결책을 적극적으로 내놓는 고객이다. 레고 그룹이 소비자 주도 혁신을 정책적으로 실천하게 된 이유는, 레고 마인드스톰 해킹 사례를 통해 영향력이 강해질 주도형 소비자의 출현을 감지했기 때문이다. 이러한 중요한 변화를 놓치지 않았다는 점과 이를 바로 실천으로 연결한 행동력으로 레고 그룹은 더욱 성장할 수 있었다.

## 로고
아래는 레고를 상징하는 역대 로고들이다.

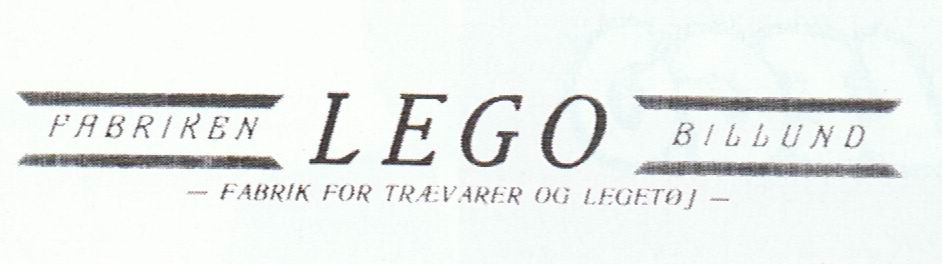
1936–1946
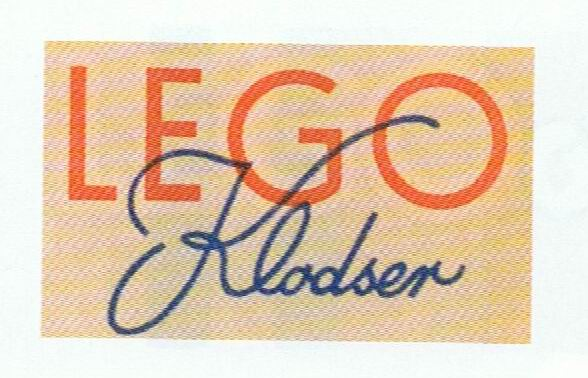
1946–1948
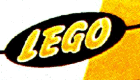
1948–1950
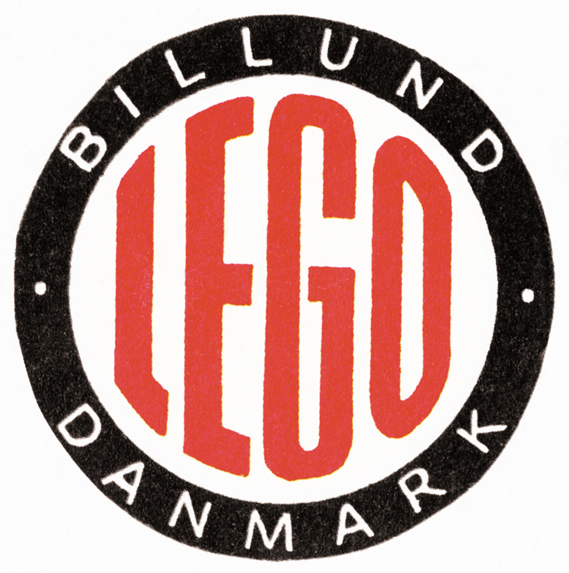
1950–1953
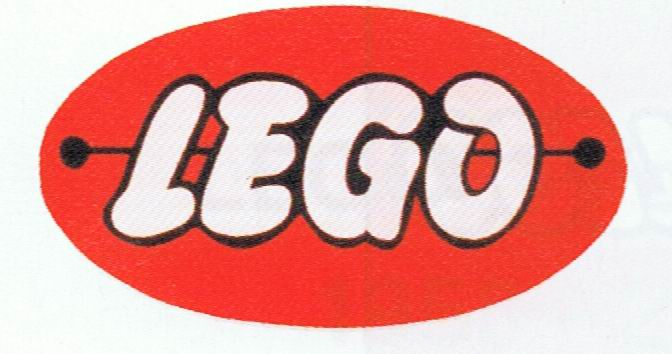
1953–1954
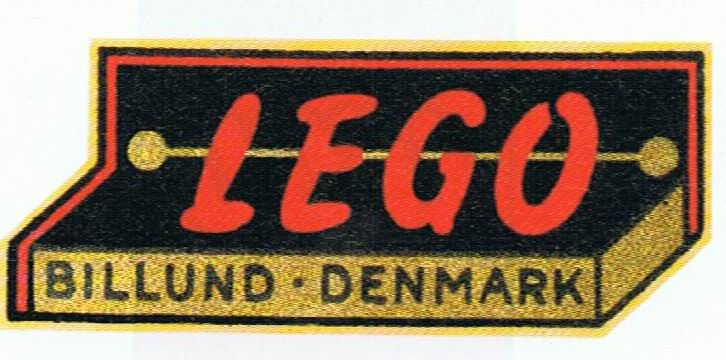
1954–1959
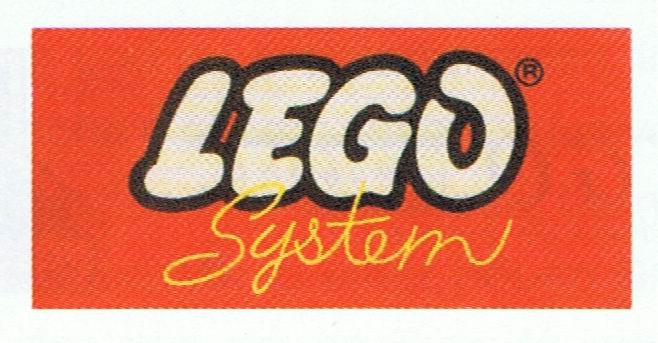
1959–1964
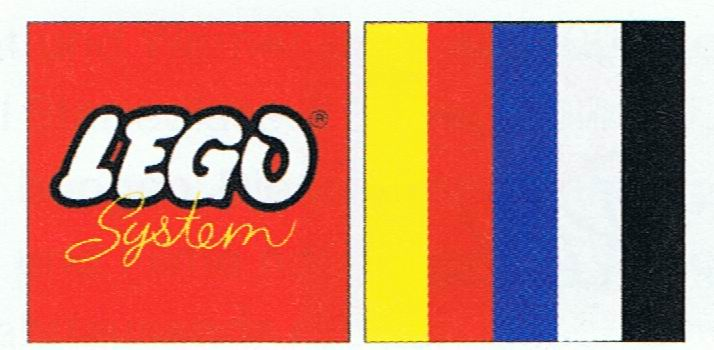
1964–1972
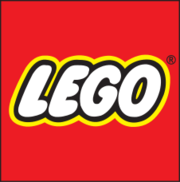
1972–1998
1998–현재

## 같이 보기
- 반다이
- 해즈브로
- 마텔
- 다카라토미